# The Pinkprint
The Pinkprint är det tredje albumet av amerikanska rapparen Nicki Minaj. Albumet släpptes 12 december 2014 av Young Money, Cash Money och Republic Records. Hon har samarbetat med producenterna Boi-1da, Cirkut, Da Internz, Detail, Dr. Luke, och Polow da Don. Albumet har fått stöd av låtarna Pills n Potions, Anaconda, Only och Bed of Lies. Anaconda nådde till nummer 2 på amerikanska Billboard Hot 100, och har blivit Minaj's högsta hiutills på Billboard Hot 100.

## Bakgrund
Minaj släppte sitt andra studioalbum Pink Friday: Roman Reloaded i april 2012, och släppte en återutgiven version kallad The Re-Up i november samma år. Under 2013 var Minaj med som jury på American Idol under den tolfte säsongen, och släppte även två parfymer, Pink Friday och Minajesty. Hon släppte även en klädkollektion hos Kmart. Under denna tid Minaj började också att ge sig in skådespeleri, hon var röst för Steffie i Ice Age: Jorden Skakar loss (2012) och även skådespelade Lydia i The Other Woman som hade premiär den 25 april 2014.

## Inspelning
I början av 2013 sa Minaj att hon skulle börja skriva material för albumet efter inspelningen av hennes första långfilm The Other Woman (2014). I november beskrev hon albument som "nästa nivå" och "väldigt annorlunda från allt jag gjort". Hon gjorde också klart att hon bara experimenterat med popmusik men aldrig haft för avsikt att fortsätta med genren. 
År 2014 skrev sångerskan-låtskrivaren Skylar Grey och spelade in en demoversion av låten "Bed of Lies", hon skickade sen låten till Minaj som skrev och spelade in hennes verser till sången. Under albumets produktion, arbetade Minaj med en rad olika producenter, inklusive Dr Luke, Ester Dean, Boi-1da och Detail. I november 2014 avslöjade Minaj hon har spelat in tjugofem låtar till albumet och att hennes största problem under inspelningsprocessen var att skära låtar från den slutliga låtlistan eftersomsom varje spår var "specialt" för henne.

## Utgivning
I augusti 2014 bekräftade Minaj att albumet kommer att släppas under det fjärde kvartalet av året. Hon nämnde först omslaget under hennes vers i "True Colors" av Wiz Khalifa, där hon rappar "They know I’m a mogul for real, I branded a color / Pink is the color, can’t wait to unveil The Pinkprint cover". Den 9 september 2014 meddelade Minaj genom Twitter att The Pinkprint skulle släppas den 24 november 2014. under slutet av oktober, meddelade hon en försening i lanseringen, som hade byts till 15 december. den 31 oktober, släppte 2014 Minaj en trailer för albumet på Instagram, regisserad av Khalil Kavon som innehöll en blandning av Minaj's nya musikvideor ("Pills n Potions", "Anaconda" och "Lookin Ass") med öppningar till en tumme som gör ett fingeravtryck i rosa bläck. Albumet släpptes den 12 december 2014 här i Sverige.
I Minajs tidigare karriär var hon också känd för sina färgglada kostymer och peruker. Hon sa att "Jag kan antingen fortsätta med kostymer och peruker eller så kan jag bara säga, vet du vad? Det kommer att chockera dem ännu mer att inte göra någonting."

## Turné
Den 8 december avslöjade man på Minaj's hemsida att det skulle bli en till turné och även datumen till den kommande turnén kallad "The Pinkprint Tour". Just nu så är det bara UK & Europaturné planerad. Turnén börjar här i Stockholm i Globen den 16 mars 2015. Trey Songz kommer att vara förband på turnén. Biljetterna gick till försäljning den 12 december 2014.

## Låtlista
Deluxe:
1. ”All Things Go”
2. ”I Lied”
3. ”The Crying Game"
4. ”Get On Your Knees” (Feat. Ariana Grande)
5. ”Feeling Myself” (Feat. Beyonce)
6. ”Only” (Feat. Drake, Lil Wayne & Chris Brown)
7. ”Want Some More”
8. ”Four Door Aventador”
9. ”Favorite” (Feat. Jeremih)
10. ”Buy a Heart” (Feat. Meek Mill)
11. ”Trini Dem Girls” (Feat. Lunchmoney Lewis)
12. ”Anaconda”
13. ”The Night is Still Young”
14. ”Pills N Potions”
15. ”Bed of Lies” (Feat. Skylar Grey)
16. ”Grand Piano”
17. ”Big Daddy” (Feat. Meek Mill)
18. ”Shanghai”
19. ”Win Again”

Target Exclusive:
1. ”Mona Lisa”
2. ”Put You In A Room”

iTunes Exclusive:
1. ”Truffle Butter” (Feat. Drake & Lil Wayne)

Japan Exclusive:
1. ”Wamables”